# Sef Hannen
Josephus Jacobus Hubertus (Sef) Hannen (Herten, 21 oktober 1929 – Heythuysen, 23 juli 2012) was een Nederlands politicus van de KVP.
Hij was gemeentesecretaris en gemeente-ontvanger in Linne voor hij in augustus 1967 benoemd werd tot burgemeester van Baexem. Daarnaast was hij vanaf december 1969 burgemeester van Grathem. Met ingang van 1971 was hij bovendien waarnemend burgemeester van  Heythuysen. In januari 1973 werd Hannen benoemd tot burgemeester van Heythuysen met gelijktijdig ontslag als burgemeester van Grathem. Vanaf 1989 was Toon Steeghs waarnemend burgemeester van Heythuysen en Baexem. Hannen overleed midden 2012 op 82-jarige leeftijd.